# Ізотопи натрію
Існує 20 ізотопів натрію, починаючи з 17
Na до 39
Na (за винятком досі невідомих 36Na та 38Na), та п’яти ізомерів (два на 22
Na і по одному для 24
Na, 26
Na і 32
Na). 23
Na є єдиним стабільним  (і єдиним первинним) ізотопом. Він вважається моноізотопним елементом і має стандартну атомну вагу 22,98976928(2) а.о.м. Натрій має два радіоактивних космогенних ізотопи ( 22
Na з періодом напіврозпаду 2,6019(6) років; і 24
Na з періодом напіврозпаду 14,9560(15) годин). За винятком цих двох ізотопів, усі інші ізотопи мають період напіврозпаду менше хвилини, більшість – менше секунди. Найкоротший період напірозпаду 18
Na 1,3(4) секунд (хоча період напіврозпаду так само незв’язаного 17Na не вимірюється).
Опромінення нейтронним випромінюванням (наприклад, внаслідок ядерної аварії критичності) перетворює деякі стабільні 23
Na (у формі іона Na+) у плазмі крові людини до 24
Na. Вимірюючи концентрацію цього ізотопу, можна розрахувати дозу нейтронного випромінювання для жертви.
22
Na - ізотоп, що випромінює позитрони, з надзвичайно довгим періодом напіврозпаду. Використовується для створення тестових об'єктів і точкових джерел для позитрон-емісійної томографії.

## Список ізотопів
| Символ ізотопу | Z(p)            | N(n)            | Маса ізотопу (u)  | Період напіврозпаду | Типи розпаду       | Дочірні ізотопи | Спін і парність ядра | Поширеність ізотопу в природі (мольна частка) |
| -------------- | --------------- | --------------- | ----------------- | ------------------- | ------------------ | --------------- | -------------------- | --------------------------------------------- |
| 17Na           | 11              | 6               | 17,037270(60)     |                     | p                  | 16Ne            | (1/2+)               |                                               |
| 18Na           | 11              | 7               | 18,02688(10)      | 1,3(4) зс           | p ?                | 17Ne            | 1−#                  |                                               |
| 19Na           | 11              | 8               | 19,013880(11)     | > 1 ас              | p                  | 18Ne            | (5/2+)               |                                               |
| 20Na           | 11              | 9               | 20,0073543(12)    | 447,9(2.3) мс       | β+ (75.0(4)%)      | 20Ne            | 2+                   |                                               |
| 20Na           | 11              | 9               | 20,0073543(12)    | 447,9(2.3) мс       | β+α (25.0(4)%)     | 16O             | 2+                   |                                               |
| 21Na           | 11              | 10              | 20,99765446(5)    | 22,4550(54) с       | β+                 | 21Ne            | 3/2+                 |                                               |
| 22Na           | 11              | 11              | 21,99443742(18)   | 2,6019(6) р         | β+ (90.57(8)%)     | 22Ne            | 3+                   | Сліди                                         |
| 22Na           | 11              | 11              | 21,99443742(18)   | 2,6019(6) р         | ε (9.43(6)%)       | 22Ne            | 3+                   | Сліди                                         |
| 22m1Na         | 583,05(10) кеВ  | 583,05(10) кеВ  | 583,05(10) кеВ    | 243(2) нс           | ІП                 | 22Na            | 1+                   |                                               |
| 22m2Na         | 657,.00(14) кеВ | 657,.00(14) кеВ | 657,.00(14) кеВ   | 19,6(7) пс          | ІП                 | 22Na            | 0+                   |                                               |
| 23Na           | 11              | 12              | 22,9897692820(19) | Stable              | Stable             | Stable          | 3/2+                 | 1                                             |
| 24Na           | 11              | 13              | 23,990963012(18)  | 14,9560(15) год     | β−                 | 24Mg            | 4+                   | Сліди                                         |
| 24mNa          | 472,2074(8) кеВ | 472,2074(8) кеВ | 472,2074(8) кеВ   | 20,18(10) мс        | ІП (99.95%)        | 24Na            | 1+                   |                                               |
| 24mNa          | 472,2074(8) кеВ | 472,2074(8) кеВ | 472,2074(8) кеВ   | 20,18(10) мс        | β− (0.05%)         | 24Mg            | 1+                   |                                               |
| 25Na           | 11              | 14              | 24,9899540(13)    | 59,1(6) с           | β−                 | 25Mg            | 5/2+                 |                                               |
| 26Na           | 11              | 15              | 25,992635(4)      | 1,07128(25) с       | β−                 | 26Mg            | 3+                   |                                               |
| 26mNa          | 82,4(4) кеВ     | 82,4(4) кеВ     | 82,4(4) кеВ       | 4,35(16) мкс        | ІП                 | 26Na            | 1+                   |                                               |
| 27Na           | 11              | 16              | 26,994076(4)      | 301(6) мс           | β− (99.902(24)%)   | 27Mg            | 5/2+                 |                                               |
| 27Na           | 11              | 16              | 26,994076(4)      | 301(6) мс           | β−n (0.098(24)%)   | 26Mg            | 5/2+                 |                                               |
| 28Na           | 11              | 17              | 27,998939(11)     | 33,1(1,3) мс        | β− (99.42(12)%)    | 28Mg            | 1+                   |                                               |
| 28Na           | 11              | 17              | 27,998939(11)     | 33,1(1,3) мс        | β−n (0.58(12)%)    | 27Mg            | 1+                   |                                               |
| 29Na           | 11              | 18              | 29,002877(8)      | 43,2(4) мs          | β− (78%)           | 29Mg            | 3/2+                 |                                               |
| 29Na           | 11              | 18              | 29,002877(8)      | 43,2(4) мs          | β−n (22(3)%)       | 28Mg            | 3/2+                 |                                               |
| 29Na           | 11              | 18              | 29,002877(8)      | 43,2(4) мs          | β−2n ?             | 27Mg ?          | 3/2+                 |                                               |
| 30Na           | 11              | 19              | 30,009098(5)      | 45,9(7) мс          | β− (70.2(2.2)%)    | 30Mg            | 2+                   |                                               |
| 30Na           | 11              | 19              | 30,009098(5)      | 45,9(7) мс          | β−n (28.6(2.2)%)   | 29Mg            | 2+                   |                                               |
| 30Na           | 11              | 19              | 30,009098(5)      | 45,9(7) мс          | β−2n (1.24(19)%)   | 28Mg            | 2+                   |                                               |
| 30Na           | 11              | 19              | 30,009098(5)      | 45,9(7) мс          | β−α (5.5(2)%×10−5) | 26Ne            | 2+                   |                                               |
| 31Na           | 11              | 20              | 31,013147(15)     | 16,8(3) мс          | β− (> 63.2(3.5)%)  | 31Mg            | 3/2+                 |                                               |
| 31Na           | 11              | 20              | 31,013147(15)     | 16,8(3) мс          | β−n (36.0(3.5)%)   | 30Mg            | 3/2+                 |                                               |
| 31Na           | 11              | 20              | 31,013147(15)     | 16,8(3) мс          | β−2n (0.73(9)%)    | 29Mg            | 3/2+                 |                                               |
| 31Na           | 11              | 20              | 31,013147(15)     | 16,8(3) мс          | β−3n (< 0.05%)     | 28Mg            | 3/2+                 |                                               |
| 32Na           | 11              | 21              | 32,020010(40)     | 12,9(3) мс          | β− (66.4(6.2)%)    | 32Mg            | (3−)                 |                                               |
| 32Na           | 11              | 21              | 32,020010(40)     | 12,9(3) мс          | β−n (26(6)%)       | 31Mg            | (3−)                 |                                               |
| 32Na           | 11              | 21              | 32,020010(40)     | 12,9(3) мс          | β−2n (7.6(1.5)%)   | 30Mg            | (3−)                 |                                               |
| 32mNa          | 625 кеВ         | 625 кеВ         | 625 кеВ           | 24(2) мкс           | ІП                 | 32Na            | (0+,6−)              |                                               |
| 33Na           | 11              | 22              | 33,02553(48)      | 8,2(4) мс           | β−n (47(6)%)       | 32Mg            | (3/2+)               |                                               |
| 33Na           | 11              | 22              | 33,02553(48)      | 8,2(4) мс           | β− (40.0(6.7)%)    | 33Mg            | (3/2+)               |                                               |
| 33Na           | 11              | 22              | 33,02553(48)      | 8,2(4) мс           | β−2n (13(3)%)      | 31Mg            | (3/2+)               |                                               |
| 34Na           | 11              | 23              | 34,03401(64)      | 5,5(1.0) мс         | β−2n (~50%)        | 32Mg            | 1+                   |                                               |
| 34Na           | 11              | 23              | 34,03401(64)      | 5,5(1.0) мс         | β− (~35%)          | 34Mg            | 1+                   |                                               |
| 34Na           | 11              | 23              | 34,03401(64)      | 5,5(1.0) мс         | β−n (~15%)         | 33Mg            | 1+                   |                                               |
| 35Na           | 11              | 24              | 35,04061(72)#     | 1,5(5) мс           | β−                 | 35Mg            | 3/2+#                |                                               |
| 35Na           | 11              | 24              | 35,04061(72)#     | 1,5(5) мс           | β−n ?              | 34Mg ?          | 3/2+#                |                                               |
| 35Na           | 11              | 24              | 35,04061(72)#     | 1,5(5) мс           | β−2n ?             | 33Mg ?          | 3/2+#                |                                               |
| 37Na           | 11              | 26              | 37,05704(74)#     | 1# мс [> 1.5 мкс]   | β− ?               | 37Mg ?          | 3/2+#                |                                               |
| 37Na           | 11              | 26              | 37,05704(74)#     | 1# мс [> 1.5 мкс]   | β−n ?              | 36Mg ?          | 3/2+#                |                                               |
| 37Na           | 11              | 26              | 37,05704(74)#     | 1# мс [> 1.5 мкс]   | β−2n ?             | 35Mg ?          | 3/2+#                |                                               |
| 39Na           | 11              | 28              | 39,07512(80)#     | 1# мс [> 400 нс]    | β− ?               | 39Mg ?          | 3/2+#                |                                               |
| 39Na           | 11              | 28              | 39,07512(80)#     | 1# мс [> 400 нс]    | β−n ?              | 38Mg ?          | 3/2+#                |                                               |
| 39Na           | 11              | 28              | 39,07512(80)#     | 1# мс [> 400 нс]    | β−2n ?             | 37Mg ?          | 3/2+#                |                                               |

1. ↑  ( ) — Похибка (1σ) наводиться в стислій формі в круглих дужках після відповідних останніх цифр.
2. ↑    1.  — Атомна маса, позначена #: значення та невизначеність, отримані не з чисто експериментальних даних, а принаймні частково з тенденцій поверхні мас.
3. ↑    1.  — Значення, позначені #, отримані не виключно з експериментальних даних, але принаймні частково з трендів сусідніх нуклідів.
4. ↑  Скорочення:
ЕЗ: електронне захоплення
ІП: ізомерний перехід
5. ↑  Жирним для стабільних ізотопів
6. ↑    1.  — Значення, позначені #, отримані не виключно з експериментальних даних, але принаймні частково з трендів сусідніх нуклідів.
7. ↑  Спіни зі слабким оцінковим обґрунтуванням взяті в дужки.
8. ↑  Показаний шлях розпаду спостерігався, але його інтенсивність експериментально невідома.
9. 1 2  Космогенний нуклід
10. 1 2 3 4 5 6 7 8 9  Показаний шлях розпаду енергетично дозволений, але експериментально не спостерігався в цьому нукліді.

## Натрій-22

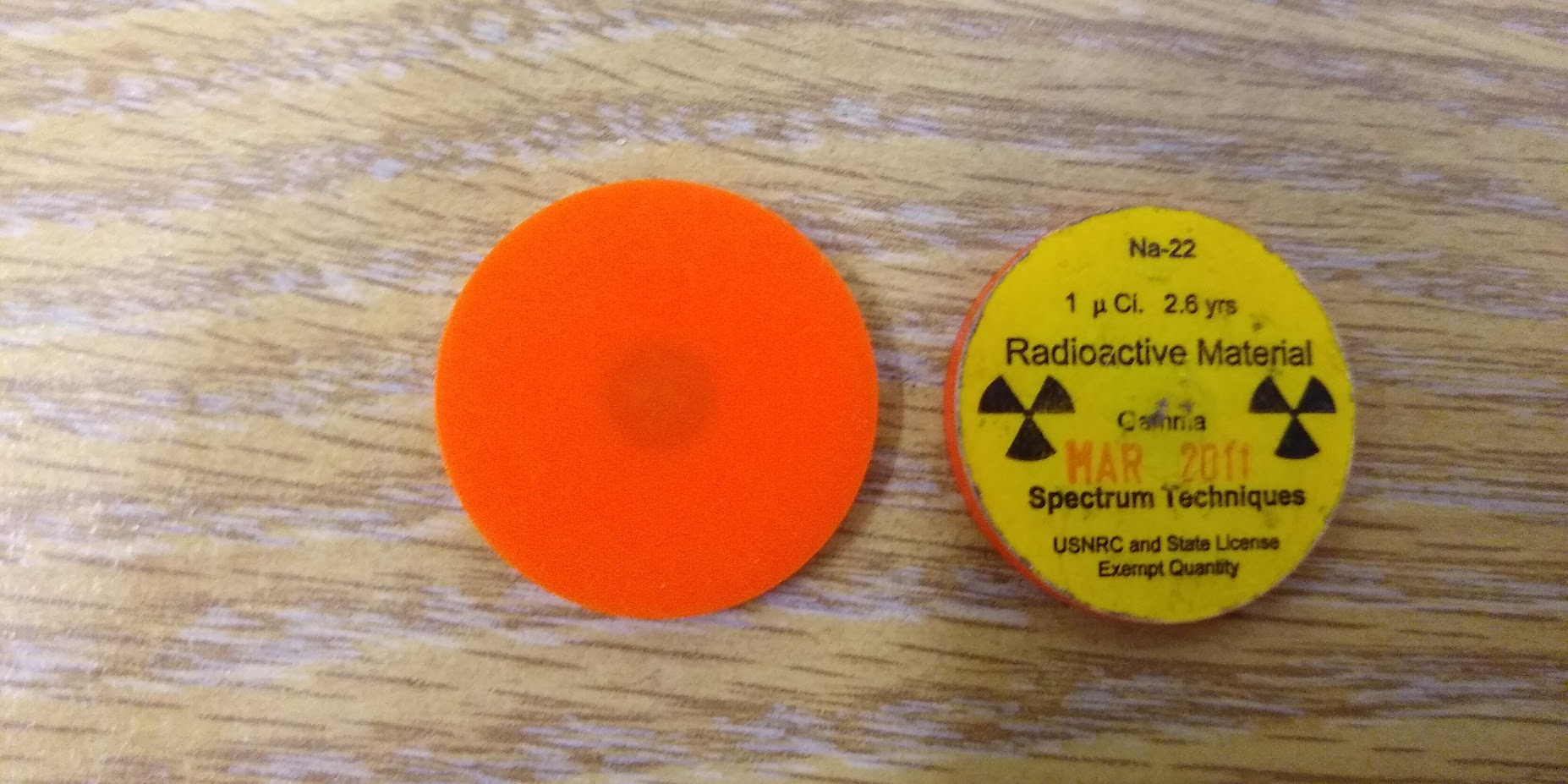
Диск, що містить 1 мкКі натрію-22

Натрій-22 — радіоактивний ізотоп натрію, який зазнає позитронного розпаду до 22Ne з періодом напіврозпаду 2,6019(6) років. Він також широко використовується у спектроскопії анігіляції позитронів.

## Натрій-23
Натрій-23 — ізотоп натрію з атомною масою 22,98976928. Це єдиний стабільний ізотоп натрію, а також єдиний первинний ізотоп. Через велику кількість натрію-23 використовується в ядерному магнітному резонансі в різних галузях досліджень, включаючи матеріалознавство та дослідження батарей. Релаксація натрію-23 має застосування у вивченні взаємодії катіонів і біомолекул, внутрішньоклітинного та позаклітинного натрію, транспорту іонів в батареях та квантової обробки інформації.

## Натрій-24
Натрій-24 є радіоактивним і може бути створений із звичайного натрію-23 шляхом нейтронної активації. З періодом напіврозпаду 14,9560(15) год, 24
Na розпадається до 24
Mg випромінюванням електрона і двох гамма-променів.
Вплив інтенсивного нейтронного випромінювання на організм людини створює 24
Na в плазмі крові. Вимірювання його кількості можна проводити для визначення поглиненої дози опромінення пацієнта.
Коли натрій використовується як теплоносій у реакторах-розмножувачах на швидких нейтронах, утворюється 24
Na, який робить теплоносій радіоактивним. Коли 24
Na розкладається, це спричиняє накопичення магнію в теплоносії. Оскільки період напіврозпаду короткий, 24
Na частина теплоносія перестає бути радіоактивною протягом декількох днів після видалення з реактора. Витік гарячого натрію з первинного контуру може спричинити радіоактивні пожежі, оскільки він може спалахнути при контакті з повітрям (і вибухнути при контакті з водою). З цієї причини первинний контур охолодження знаходиться всередині захисної ємності.
Натрій був запропонований як оболонка для посоленої бомби, оскільки він перетворювався б на 24
Na, що створить інтенсивне гамма-випромінювання протягом кількох днів.